# Shock Troopers
Shock Troopers (ショックトルーパーズ?, Shokku Torūpāzu) è un videogioco run 'n' gun arcade sviluppato da Saurus e pubblicato dalla SNK nel 1997 per il Neo Geo. Il titolo prevede di prendere il controllo di uno o tre soldati in uno sparatutto a otto traiettorie. Un secondo gioco della serie, Shock Troopers: 2nd Squad, è seguito nel 1998.

## Trama
Il pericoloso gruppo terroristico dei The Bloody Scorpions ha rapito un noto scienziato, George Diamond, e la sua cara nipote, Cecilia. Il loro malvagio scopo è ottenere dallo scienziato l'Alpha-301, un potente farmaco che converte persone normali in soldati sovrumani. Una squadra speciale composta da otto soldati provenienti da diversi paesi deve combattere tra i ranghi per eliminare il loro leader e salvare i due ed il mondo.

## Modalità di gioco
All'inizio è obbligatorio per il giocatore optare una delle due modalità che preferisce, "Lonely Wolf" o "Team Battle". Nella prima un solo personaggio tra gli otto è controllato per tutta la sua durata, l'altra invece ne consente di selezionare tre, passando da uno all'altro al volo. Scegliere di agire da soli dà un totale di venti punti vita iniziale, mentre procedere in squadra darà una più ampia varietà di armi speciali oltre a dieci punti vita per ciascuno del terzetto.
Si può anche scegliere dove cominciare col primo livello attraverso uno dei seguenti luoghi, ovvero Mountain, Jungle o Valley. A metà percorso dei livelli è possibile scegliere facoltativamente uno diverso, altrimenti rimanere su quello attuale. I personaggi e i percorsi scelti determinano la quantità di bonus vita ricevuto all'inizio di ogni livello. Ogni fase è intervallata da battaglie contro i boss.
Ciascun personaggio ha le proprie virtù rispetto alle altre selezioni. Alcuni potrebbero iniziare con punti vita più alti, mentre altri potrebbero muoversi più velocemente. Indipendentemente dalla scelta, essi possiedono autonomamente un'arma speciale unica o "bomba", che varia in distanza e portata.
I giocatori devono avanzare lungo i sette principali livelli, ognuno dei quali termina con una lotta contro un boss (può essere presente anche a metà livello). Le armi vengono sparate in tutte e otto le direzioni, ma tenere premuto il pulsante di fuoco consente il mitragliamento. Attaccare a distanza ravvicinata da un nemico produrrà oggetti, inclusi punti bonus, potenziamenti delle armi e vita. Il fuoco nemico può essere evitato con il pulsante per schivare. Nella modalità "Team Battle", i tre personaggi selezionati possono essere cambiati per utilizzare i tratti e le armi speciali di ciascuno.

## Accoglienza
In Giappone, la rivista Game Machine ha indicato Shock Troopers nel numero del 15 dicembre 1998 come il tredicesimo gioco arcade di maggior successo del mese.
Il gioco ha ricevuto un'accoglienza positiva. Corbie Dillard di Nintendo Life ha assegnato un punteggio di 7/10 alla versione per Virtual Console e ha affermato che "riesce a offrire un'esperienza run-and-gun intensa ed esplosiva". Un redattore di Digitally Downloaded gli ha assegnato quattro stelle e mezzo su cinque, affermando che: "Se non avete mai giocato a uno sparatutto run-n'gun prima d'ora, Shock Troopers dovrebbe essere uno dei vostri principali concorrenti, indipendentemente dal vostro livello di abilità. Secondo Hardcore Gaming 101, a differenza della versione inclusa in SNK Arcade Classics Vol. 1, la versione per Virtual Console "gira quasi perfettamente". Il sito web ha lodato in particolare la "fantastica presentazione del gioco, che si colloca tra le migliori del genere".